# Tefilat Ha-Dérej

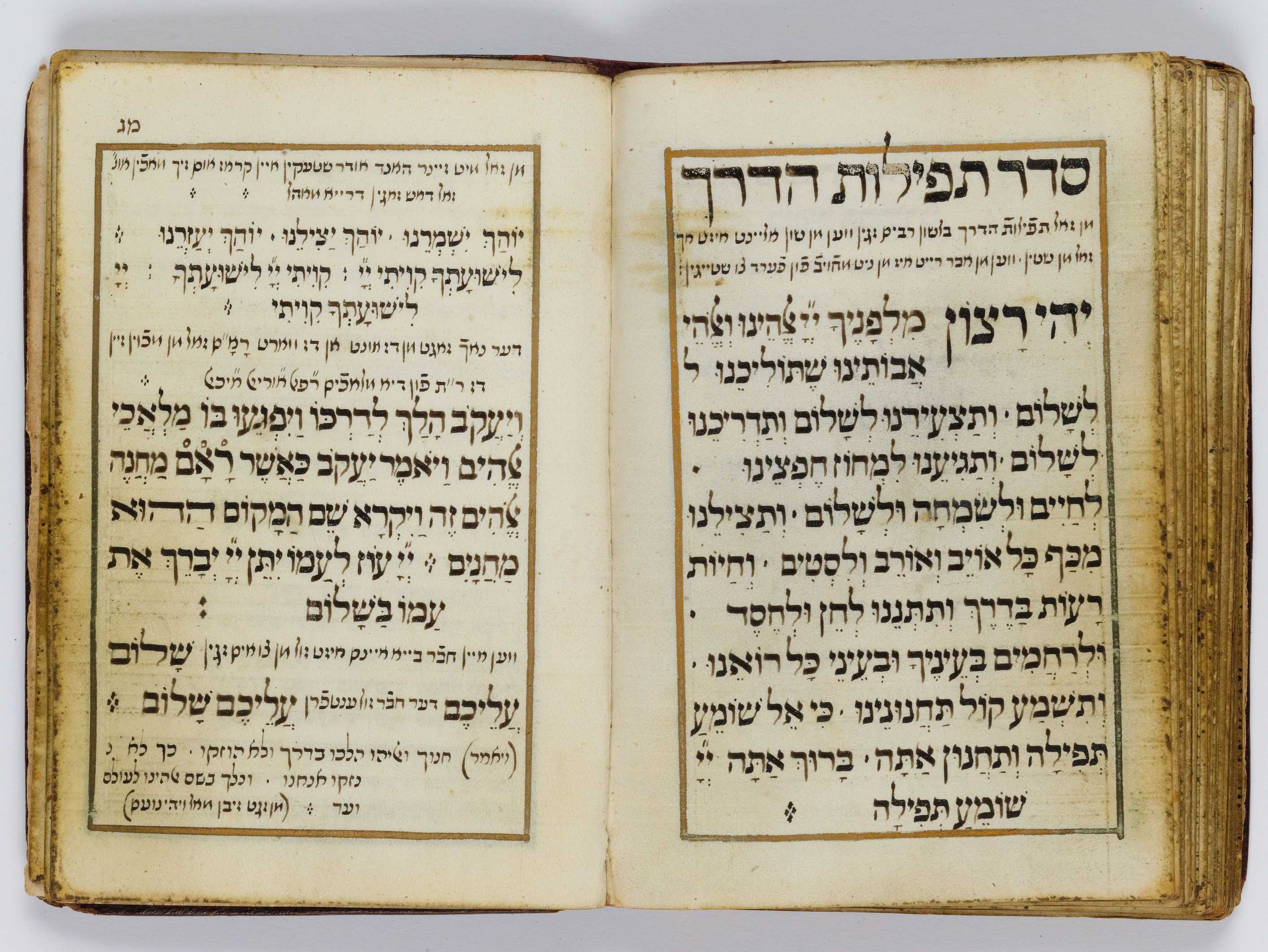
Tefilat Ha-Dérej

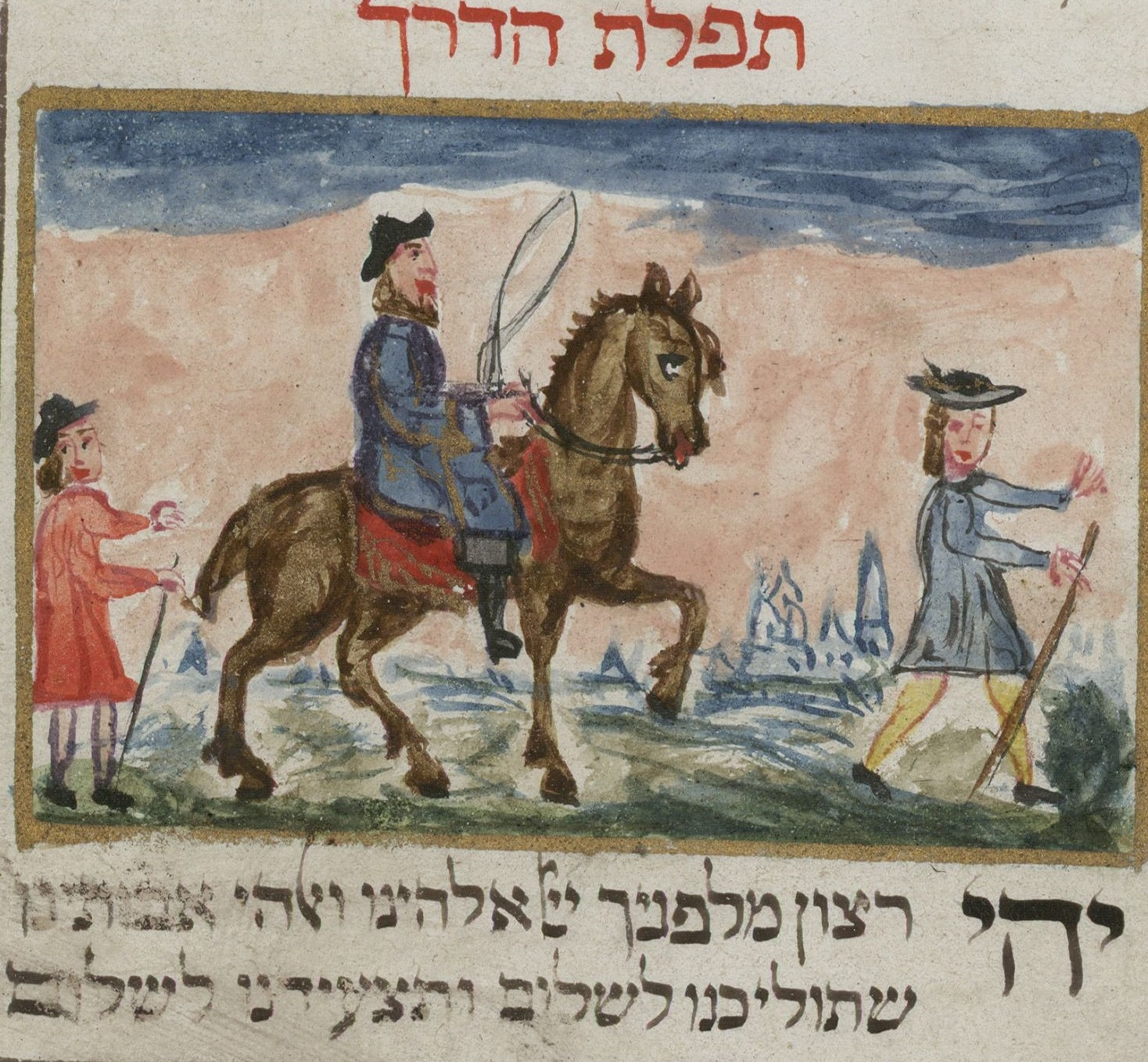
Tefilat Ha-Dérej

Tefilat Ha-Dérej o la Oración del Viajero es una  oración rezada por los judíos al empezar un viaje por aire, mar o incluso en viajes largos en automóvil, autobús o tren. Se recita al iniciar cada viaje, y suele hacerse preferentemente de pie, aunque esto no es obligación. Muchas veces se la encuentra escrita en jamsas, las cuales también suelen tener escritas las oraciones Shemá Israel y Birkat Habait.

## Texto en hebreo
יְהִי רָצוֹן מִלְפָנֶיךָ ה' אֱ-לֹהֵינוּ וֵא-לֹהֵי אֲבוֹתֵינוּ, שֶתּוֹלִיכֵנוּ לְשָלוֹם וְתַצְעִידֵנוּ לְשָלוֹם. וְתִסְמְכֵנוּ לְשָלוֹם. וְתַדְרִיכֵנוּ לְשָלוֹם. וְתַגִיעֵנוּ לִמְחוֹז חֶפְצֵנוּ לְחַיִּים וּלְשִמְחָה וּלְשָלוֹם וְתַצִּילֵנוּ מִכַּף כָּל אוֹיֵב וְאוֹרֵב וְלִסְטִים וְחַיּוֹת רָעוֹת בַדֶּרֶךְ וּמִכָּל מִינֵי פּוּרְעָנִיּוֹת הַמִתְרַגְּשוֹת לָבוֹא לָעוֹלָם וְתִשְלַח בְּרָכָה בְּכל מַעֲשֵה יָדֵינוּ, וְתִתְּנֵנוּ לְחֵן וּלְחֶסֶד וּלְרַחֲמִים בְעֵינֶיךָ וּבְעֵינֵי כָל רוֹאֵינוּ וְתִשְמַע קוֹל תַּחֲנוּנֵינוּ. כִּי אֵ-ל שוֹמֵעַ תְּפִלָּה וְתַחֲנוּן אתה: בָּרוּךְ אַתָּה ה', שוֹמֵעַ תְּפִלָּה.

## Transliteración
Yehí ratzón milfaneja A-donai E-loheinu ve-lohé avotenu she-tolijenu le'shalom v'tatz'idenu le'shalom v'tadrijenu le'shalom, v'tagui'enu limjoz jeftzenu l'jayim ul-simjá ul-shalom. V'tatzilenu mi-kaf kol oyev veorev v'listim v'jayot ra'ot ba-dérej, u-mi-kol miné pur'aniyot ha-mitragshot la-bó la-olam. V'tishlaj b'rahá b'jol ma'asé yadenu v'tit'nenu l'jen ul-jésed ul-rajamim b'eineja uv-einé jol ro'enu. V'tishmá kol tajanunenu ki E-l shome'a tefilá v'tajanún atá. Baruj ata A-donai shome'a tefilá.

## Traducción al español
Que sea Tu voluntad, Hashem, Nuestro Dios y Dios de nuestros antepasados, que nos conduzcas en paz, nos dirijas en paz, nos acerques a la paz, que nos permitas alcanzar nuestro destino deseado para la vida, la alegría y la paz. Que nos libres de la mano de cualquier enemigo y emboscada, de ladrones y bestias salvajes en el camino, y de toda especie de castigos los cuales se hagan para venir a la tierra. Envía bendición a todas las obras de nuestras manos y concédenos gracia, bondad y misericordia en Tus ojos y en los ojos de todos los que nos miran. Y que oigas el sonido de nuestra humilde oración, porque tu eres Hashem, el que escucha las oraciones. Bendito eres Tú, Hashem, que escuchas las oraciones.